# Antonio Cosentino
Antonio Cosentino (Nápoles, 10 de marzo de 1919-Nápoles, 1993) fue un deportista italiano que compitió en vela en la clase Dragon.
Participó en tres Juegos Olímpicos de Verano entre los años 1952 y 1960, obteniendo una medalla de bronce en Roma 1960 en la clase Dragon. Ganó una medalla de bronce en el Campeonato Europeo de Star de 1963.

## Palmarés internacional
| Juegos Olímpicos   | Juegos Olímpicos           | Juegos Olímpicos  | Juegos Olímpicos |
| Año                | Lugar                      | Medalla           | Clase            |
| ------------------ | -------------------------- | ----------------- | ---------------- |
| 1960               | Roma (Italia)              | Medalla de bronce | Dragon           |
| Campeonato Europeo |                            |                   |                  |
| Año                | Lugar                      | Medalla           | Clase            |
| 1963               | Marina di Carrara (Italia) | Medalla de bronce | Star             |